# Podlesie Kościelne
Podlesie Kościelne – wieś w Polsce położona w województwie wielkopolskim, w powiecie wągrowieckim, w gminie Mieścisko.
W latach 1975–1998 miejscowość administracyjnie należała do województwa poznańskiego. Liczba mieszkańców ok. 170.

## Urodzeni w Podlesiu Kościelnym
- Napoleon Rutkowski – polski kompozytor, ziemianin, filantrop, działacz społeczny i narodowy, członek Towarzystwa Tomasza Zana[3].

## Zabytki
- Kościół św. Anny wspomniany jako istniejący przed 1426 rokiem. Nowy drewniany kościół został postawiony w tym samym miejscu w 1712 roku.

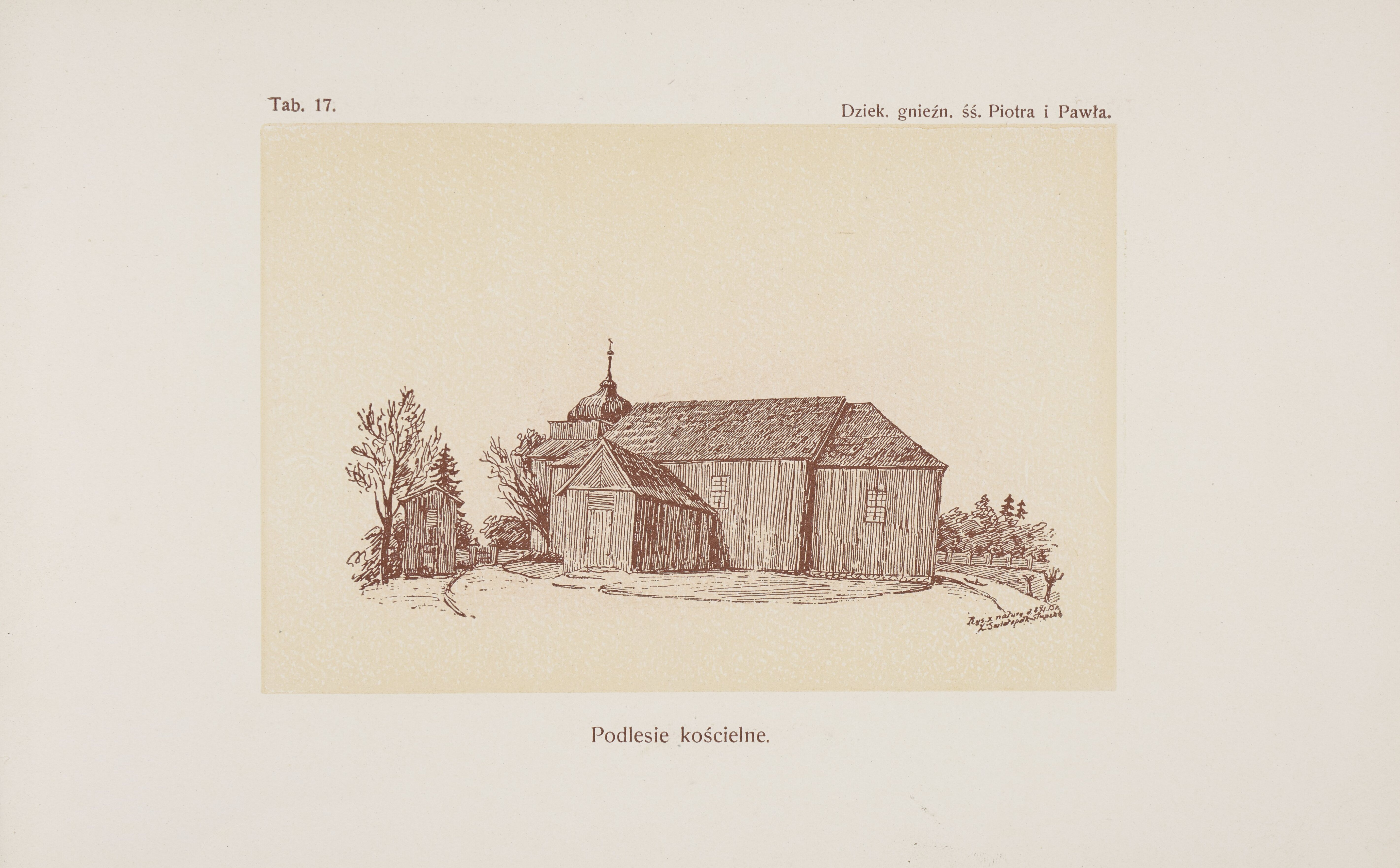
Kościół – 1917 rok